# Лыковщина
Лы́ковщина (эрз. Лыковщина, мокш. Лыковщина) — деревня в Ромодановском районе Мордовии России. Входит в Пятинское сельское поселение. Стоит на федеральной автодороге Р178.

## География
Расположена на реке Аморда, сливаясь с посёлкамм Садовский, Дмитриевка, гранича с селом Пятина.
Географическое положение
Расстояние до районного центра: Ромоданово 14 км.
Расстояние до областного центра: Саранск 25 км.

## Население
| 2002 | 2010 |
| ---- | ---- |
| 133  | ↘84  |

Национальный состав
Согласно результатам переписи 2002 года, в национальной структуре населения русские составляли 94 % из 133 чел..

## Инфраструктура
Личное подсобное хозяйство.

## Транспорт
Проходит автодорога Саранск — Ульяновск. Остановка общественного транспорта «Лыковщина».